# Jules Amédée Barbey d’Aurevilly

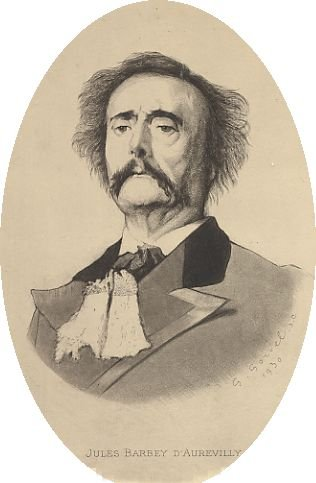
Jules Barbey d’Aurevilly (ohne Jahr)

Jules Amédée Barbey d’Aurevilly (* 2. November 1808 in Saint-Sauveur-le-Vicomte (Département Manche); † 23. April 1889 in Paris) war ein französischer Schriftsteller und Moralist.

## Leben
Jules Barbey d’Aurevilly arbeitete als Literatur- und Kulturkritiker für verschiedene konservative Zeitungen. Er wurde im 20. Jahrhundert oft als Vorläufer von François Mauriac und Georges Bernanos angesehen. Er war Monarchist und überzeugter Katholik. Besonders stark sind seine Werke dort, wo er von Leidenschaften getriebene Sünder charakterisiert. Dazu bediente er sich einer visionären, metaphernreichen Sprache. Jules Barbey d’Aurevilly kritisierte in scharfer Weise die Entwicklungen der Moderne und wandte sich immer wieder gegen den literarischen Realismus, obwohl er ihn praktizierte.
Paul Bourget beschreibt ihn als Träumer mit einem vorzüglichen Sinn für Visionen, der in seiner Arbeit einen Schutz von der andersartigen Welt jener Tage suchte und fand. Jules Lemaître, ein weniger wohlgesinnter Kritiker, fand in den außerordentlichen Verbrechen seiner Helden, seinen reaktionären Ansichten sowie seinem Dandyismus und Snobismus eine übertriebene Anlehnung an Lord Byron. 1867 lernte Barbey d’Aurevilly Léon Bloy kennen, der sein Sekretär wurde.
Er war auf dem Friedhof Montparnasse beerdigt, bis seine Gebeine im Jahr 1926 auf den Friedhof seiner Heimatstadt in der Normandie überführt wurden.
Barbey d’Aurevilly ist ein außerordentliches Beispiel der Exzentrizität, deren die Romantiker fähig waren. Er gab sich den Hauch der Aristokratie und verschleierte seine Vergangenheit, obwohl seine Abstammung gutbürgerlich war und er wohlbehütet herangewachsen war.

## Werke (Auswahl)
Briefe

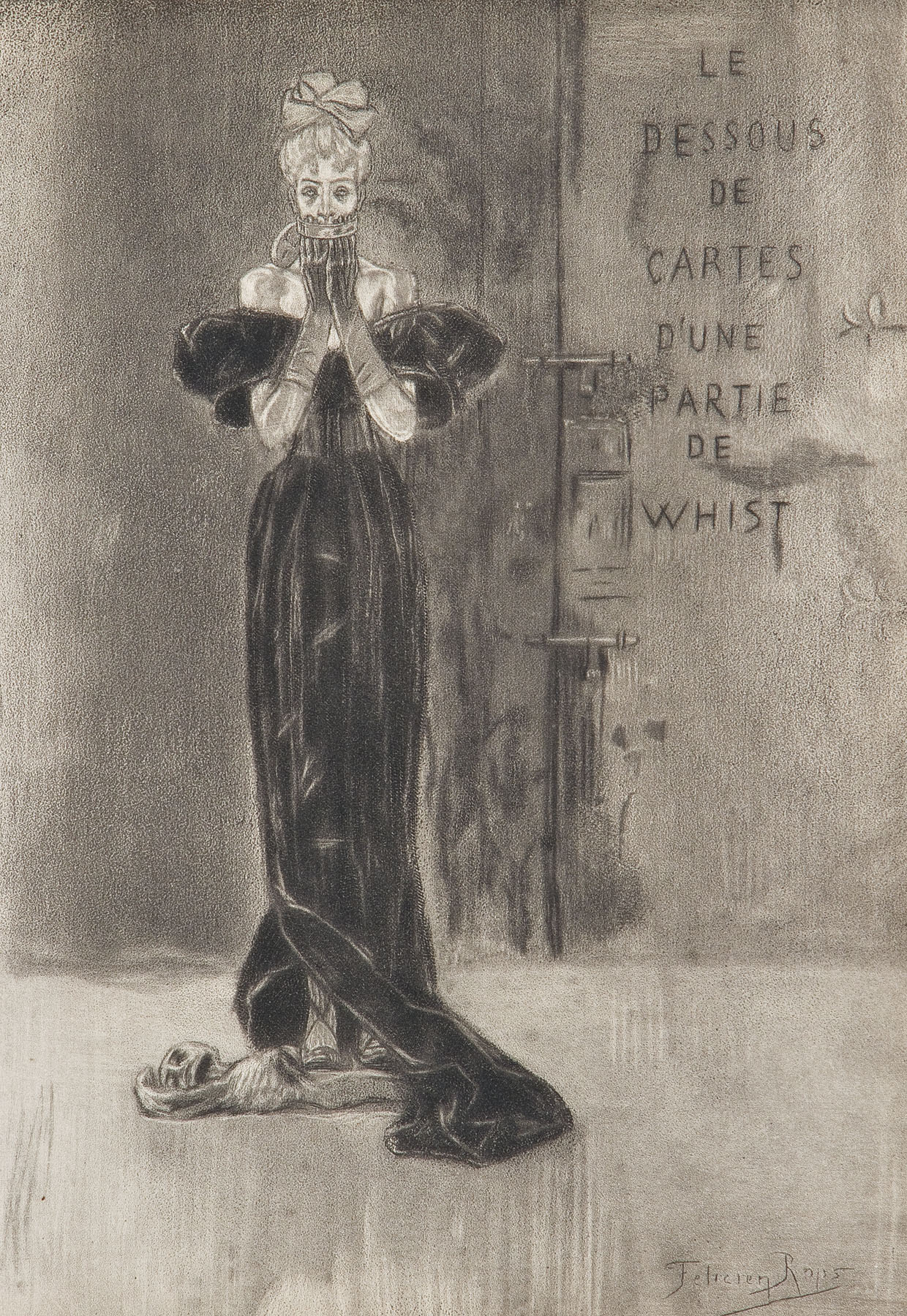
Le diable dupé par les femmes, Illustration zu Les Diaboliques (Radierung von Felicien Rops)

- Lettres de Jules Barbey d'Aurevilly à Léon Bloy. Mercure de France, Paris 1902.

Prosa
- Die alte Mätresse („Une Vieille Maîtresse“[1]). Matthes & Seitz, Berlin 2008, ISBN 978-3-88221-703-2 (früherer Titel Eine alte Geliebte).
- Die Rache einer Frau („La vengeance d'une femme“). Scherz Verlag, Bern 1953.
- Die Verhexte („L'Ensorcelée“). Paris 1854.[2]
  - wieder als: Die Gebannte. Reihe „Französische Bibliothek“. Durchges. Übers. nach Alastair. Matthes & Seitz, Berlin 2017. Zusätzliche Beiträge von Maximilian Woloschin, Mario Praz, Jacques Petit; Illustr. Félix Buhot.
- Le Chevalier Des Touches. LGF, Paris 1991, ISBN 2-253-05266-3. (Nachdr. d. Ausg. Paris 1864)
- Diabolische Geschichten („Les Diaboliques“). Eichborn, Frankfurt am Main 1993, ISBN 3-8218-4400-0, Reihe Die Andere Bibliothek. (Novellenzyklus in 4 Bänden, frühere Titel Teufelskinder, Die Teuflischen oder Diabolische Geschichten)[3]
  - Diabolische Geschichten. Hörbuch. Grosser & Stein, Pforzheim 2007, ISBN 978-3-86735-215-4. (4 CDs, gelesen von Christian Rode)
- Gegen Goethe. („Contre Goethe“). Matthes & Seitz, Berlin 2006, ISBN 3-88221-869-X.
- Über das Dandytum. („Du Dandysme“). Matthes & Seitz, Berlin 2006, ISBN 3-88221-878-9.
- Feinheit des Geistes rührt von Niedertracht. Matthes & Seitz, Berlin 2008, ISBN 978-3-88221-702-5. (Aphorismen)

Werkausgabe
- Ausgewählte Essays in Einzelbänden. Matthes & Seitz, Berlin 2006–2014.

1. Freiheit des Geistes rührt von Niedertracht. 2008, ISBN 978-3-88221-702-5. (mit Essays von Anatole France und Paul Bourget)
2. Über das Dandytum und über Beau Brummel. 2006, ISBN 3-88221-878-9.
3. Gegen Goethe. 2006, ISBN 3-88221-869-X.
4. Die alte Maitresse („Une vieille maïtresse“). 2008, ISBN 978-3-88221-703-2.
5. Der Chevalier des Touches. Übersetzt von Caroline Vollmann und Gernot Krämer. 2014, ISBN 978-3-88221-622-6.

## Adaptionen
Theater
- Patrick Courtois: La vengeance d’une femme. 2004.

Film
- 1952: Der scharlachrote Vorhang (Le rideau cramoisi) – Regie: Alexandre Astruc
- 1961: Hauteclaire ou le Bonheur dans le crime – Regie: Jean Prat
- 2007: Die letzte Mätresse (Une vieille maîtresse) – Regie: Catherine Breillat

## Film
- Cotentin: Barbey d'Aurevillys rauhe Heimat. Regie: Betty Lachguer, Arte, Frankreich 2021